# Homo sapiens arcaico

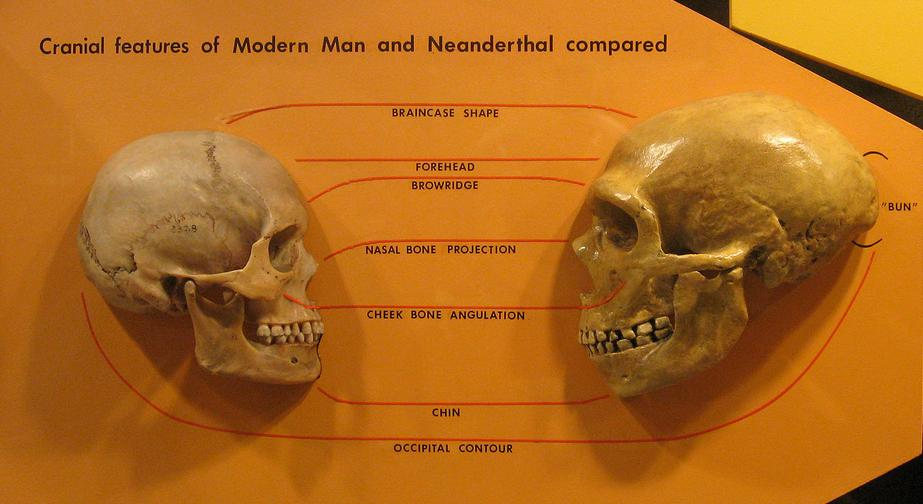
Comparação anatômica entre o crânio do homem moderno e do neandertal

Homo sapiens arcaico é um termo vagamente definido usado para descrever um número de variedades de Homo, ao contrário de humanos anatomicamente modernos (Homo sapiens sapiens), no período compreendido por volta de há 500.000 anos. O termo é geralmente tomado para incluir Homo heidelbergensis, Homo rhodesiensis, Homo erectus, Homo neanderthalensis e Homo antecessor.
Acredita-se que os seres humanos modernos tenham evoluído do Homo sapiens arcaico, que por sua vez, evoluiu do Homo erectus. Os Homo sapiens arcaicos são referidas como "Homo sapiens", porque o tamanho do cérebro é muito semelhante à dos humanos modernos. O Homo sapiens arcaico tinha um tamanho cerebral em média de 1200-1400 centímetros cúbicos, o que coincide com o tamanho de seres humanos modernos. Os arcaicos se distinguem dos humanos anatomicamente modernos pela espessura do crânio, arcadas supra-orbitais proeminentes e a falta de um queixo proeminente.

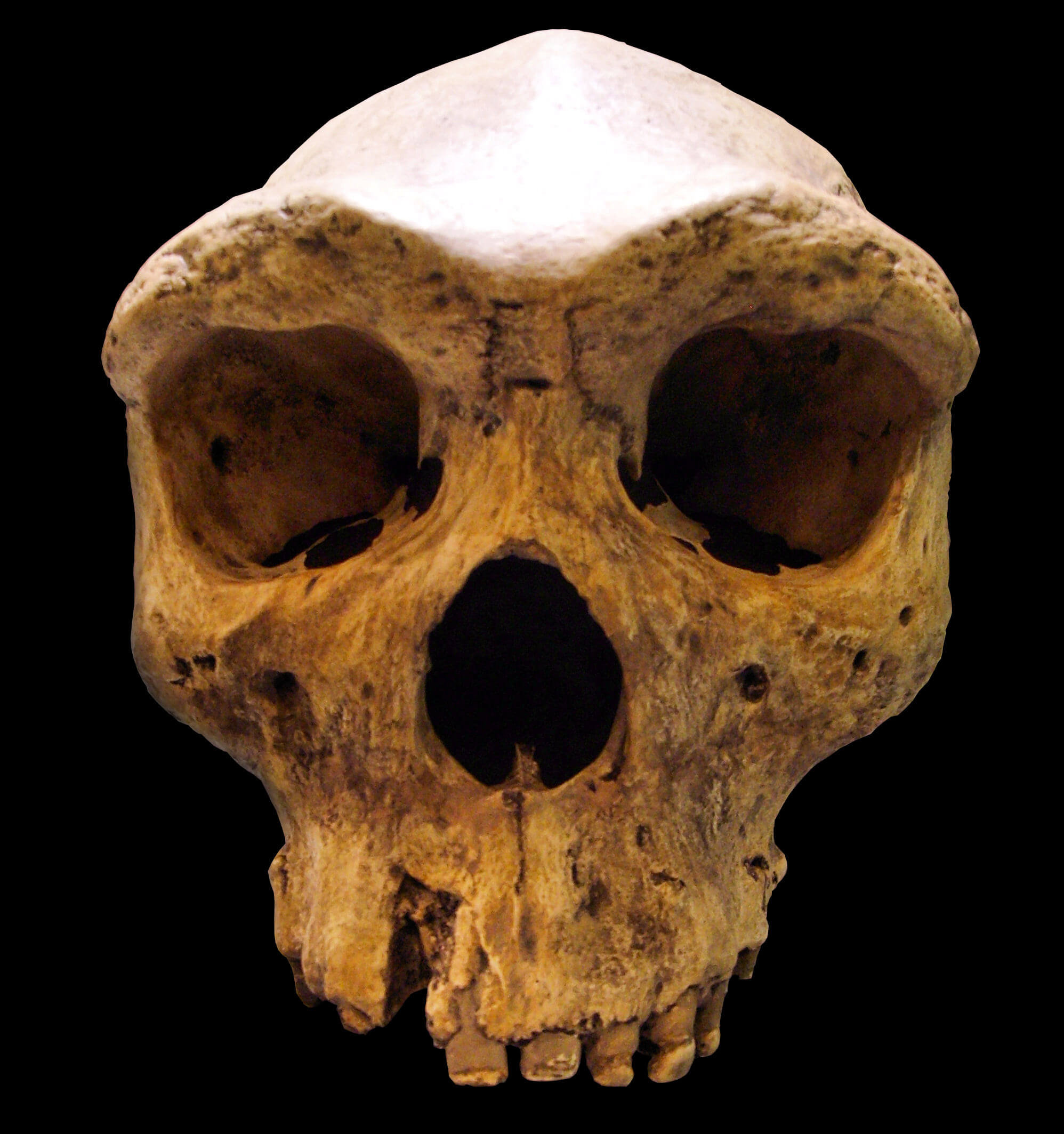
Homo rhodesiensis datado entre 300 000 e 125 000 anos.

A categoria do Homo sapiens arcaico é contestada. Não há um único consenso acerca da definição do Homo sapiens arcaico. De acordo com uma definição, o Homo sapiens é uma espécie única composta subespécies diversas, que incluem o Homo sapiens arcaico e o homem moderno. Segundo essa definição, os seres humanos modernos são referidos como Homo sapiens sapiens e os Arcaicos também são designados com o prefixo "Homo sapiens". Por exemplo, os neandertais são Homo sapiens neanderthalensis e o Homo heidelbergensis é Homo sapiens heidelbergensis. Outros taxonomistas preferem não considerar os arcaicos e o homem moderno como uma única espécie, mas como várias espécies diferentes. Neste caso a taxonomia padrão é utilizada, ou seja, Homo erectus rhodesiensis ou  Homo neanderthalensis.
As linhas divisórias que separam os seres humanos modernos a partir do Homo sapiens e Homo sapiens arcaico do Homo erectus são desfocadas. Entre os mais antigos fósseis conhecidos de humanos anatomicamente modernos encontram-se os de Djebel Irhoud (315 mil anos), o fóssil de Florisbad (259 mil anos) e os Homens de Kibish (195 mil anos). No entanto, estes primeiros seres humanos modernos exibem uma combinação de alguns traços arcaicos.